# Avenir de la Terre

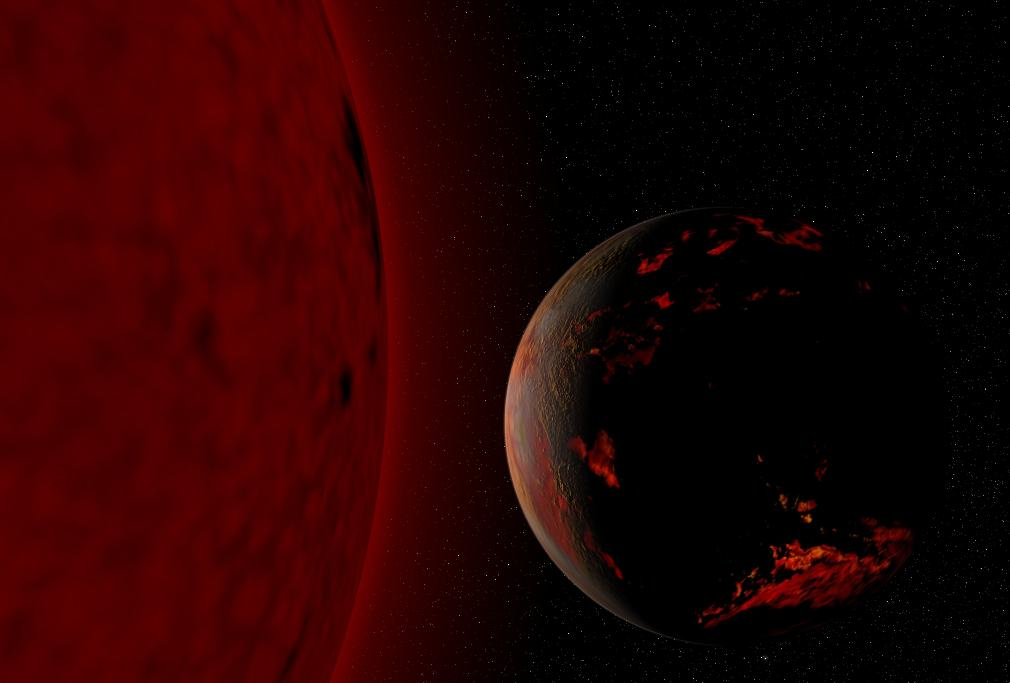
Illustration montrant la Terre après la transformation du Soleil en géante rouge, scénario devant se dérouler dans sept milliards d'années.

Vous lisez un « bon article » labellisé en 2016.
L'avenir biologique et géologique de la Terre peut être extrapolé à partir de plusieurs données scientifiques, incluant la chimie de la surface de la Terre, la vitesse de refroidissement de l'intérieur de la Terre, les interactions gravitationnelles avec les autres objets du Système solaire et une augmentation constante de la luminosité solaire. Un facteur d'incertitude dans cette extrapolation est l'influence des technologies introduites par les êtres humains comme la géoingénierie, qui peuvent causer des changements significatifs sur la planète,. Actuellement, l'extinction de l'Holocène est provoquée par la technologie et ses effets peuvent durer cinq millions d'années. À son tour, la technologie peut provoquer l'extinction de l'humanité, laissant la Terre revenir graduellement à un rythme d'évolution plus lent résultant uniquement de processus naturels à long terme,.
Au cours d'intervalles de plusieurs millions d'années, des événements célestes aléatoires présentent un risque global pour la biosphère, pouvant aboutir à des extinctions massives. Ceci inclut les impacts provoqués par des comètes et des astéroïdes avec des diamètres de 5 à 10 km ou plus et les supernovas proches de la Terre. D'autres événements géologiques à grandes échelles sont plus facilement prédictibles. Si les effets du changement climatique à long terme ne sont pas pris en compte, les paramètres de Milanković prédisent que la planète continuera à subir des périodes glaciaires au moins jusqu'à la fin des glaciations quaternaires. Ces périodes sont issues de l'excentricité, l'obliquité et la précession de l'orbite terrestre. Suivant le cycle de Wilson, les mouvements des plaques tectoniques amèneront probablement à la formation d'un supercontinent, dans 250 à 350 millions d'années. Également, dans 1,5 à 4,5 milliards années, l'inclinaison axiale de la Terre devrait subir des variations chaotiques avec des changements d'obliquité supérieurs à 90°.
Durant les prochains milliards d'années sur sa séquence principale, la luminosité du Soleil s'élèvera constamment, augmentant l'irradiation solaire de la Terre. Le taux d'altération des silicates sera alors plus élevé, induisant une capture du dioxyde de carbone et donc une réduction de sa quantité dans l'atmosphère. Dans environ 600 millions d'années, le niveau de dioxyde de carbone sera inférieur à celui nécessaire pour maintenir la fixation du carbone en C3 par photosynthèse, utilisée par les arbres. Certaines plantes utilisant la fixation du carbone en C4 peuvent survivre à des concentrations en dioxyde de carbone aussi faibles que 10 ppm. Cependant, la tendance à long terme pour la vie végétale est de s'éteindre entièrement. L'extinction des plantes précédera celle de presque toute la vie animale puisque les plantes sont à la base des réseaux trophiques sur Terre.
Dans environ 1,1 milliard d'années, la luminosité solaire sera 10 % plus intense qu'actuellement, poussant l'atmosphère à devenir une « serre humide » à cause de l'évaporation des océans. Une des conséquences probables est la fin de la tectonique des plaques sous sa forme actuelle et avec elle celle du cycle du carbone. À la suite de cet événement, l'effet dynamo de la planète devrait disparaître, causant la désagrégation de la magnétosphère terrestre et conduisant à une accélération de la perte des substances volatiles de l'atmosphère. Dans quatre milliards d'années, l'augmentation des températures de la surface terrestre provoquera un emballement de l'effet de serre. À partir de ce moment, la majeure partie, si ce n'est la totalité, de la vie en surface s'éteindra,. Le destin le plus probable pour la planète consiste en son absorption par le Soleil dans environ 7,5 milliards d'années, après que l'étoile sera devenue une géante rouge et que son rayon aura dépassé celui de l'orbite terrestre actuelle.

## Place et influence de l'être humain
Les êtres humains jouent un rôle clé sur la biosphère, avec une population mondiale importante dominant beaucoup d'écosystèmes terrestres. Les humains sont à l'origine d'une extinction massive étendue et continue d'autres espèces durant l'époque géologique actuelle, connue sous le nom d'extinction de l'Holocène. De nombreux scientifiques proposent la création d'une nouvelle époque géologique, l'Anthropocène. La disparition d'espèces à grande échelle causée par l'influence humaine depuis les années 1950 est appelée crise biologique. Au rythme actuel, 30 % des espèces risquent de s'éteindre dans les cent prochaines années, bien que cette estimation soit probablement sous-estimée à cause de données lacunaires concernant les espèces non découvertes. Pour exemple, entre 1970 et 2012, soit en 42 ans, les populations de vertébrés ont diminué de 81 % en milieux d'eau douce et, de manière globale, de 58 % dans tous les milieux confondus sur la même période,. L'extinction de l'Holocène est le résultat de perturbations écologiques, la distribution généralisée d'espèces envahissantes, la chasse et les changements climatiques,. De nos jours, les activités humaines ont un impact significatif sur la surface de la planète incluant les fonds maritimes. Plus d'un tiers de la surface terrestre a été modifié par les activités humaines et les hommes utilisent environ 20 % de la productivité primaire mondiale. La concentration en dioxyde de carbone (CO2) de l'atmosphère et celle de méthane (CH4), deux gaz à effet de serre, ont augmenté respectivement de 40 % et de plus de 150 % de 1750 à 2011,,. Ainsi, l'impact de l'être humain sur le climat pourrait décaler la prochaine glaciation d'une durée similaire à celles des âges glaciaires précédents (plusieurs dizaines de milliers d'années). Même après un hypothétique arrêt des émissions anthropiques de gaz à effet de serre, son influence sur le climat demeurerait perceptible pendant plusieurs siècles, notamment sur le niveau de la mer. L'emploi de la géoingénierie est envisagée pour tenter de stabiliser le climat dans le futur sans garantie de réussite ni certitudes sur les effets collatéraux indésirables.
Les conséquences d'une crise biologique persistante ont été prédites pour s'étendre sur au moins cinq millions d'années. Elles pourraient se traduire par un effondrement de la biodiversité et une homogénéisation des biotes, accompagnés par une prolifération d'espèces opportunistes. De nouvelles espèces peuvent également émerger ; en particulier les taxons qui prolifèrent dans les écosystèmes dominés par les humains peuvent rapidement évoluer en de nombreuses nouvelles espèces. Les microbes sont susceptibles de bénéficier de l'augmentation des niches environnementales riches en éléments nutritifs. Cependant, aucune nouvelle espèce de grand vertébré n'est susceptible d'apparaître à court terme et les chaînes alimentaires seront probablement raccourcies,.
Il existe plusieurs scénarios concernant les risques connus qui peuvent avoir un impact planétaire. Du point de vue de l'humanité, ils peuvent entraîner son extinction. Les risques que l'humanité fait courir à elle-même incluent la précipitation du dérèglement climatique, l'épuisement des ressources (en) (aussi bien les ressources fossiles que les matières premières minérales critiques), le mauvais usage de la nanotechnologie, un holocauste nucléaire ou une maladie issue du génie génétique.
D'autre part, de nombreux événements naturels peuvent provoquer une apocalypse, incluant une maladie hautement virulente et l'impact d'une comète ou d'un astéroïde. Il y a également la possibilité de l'infestation par une vie extraterrestre. Autant les scénarios d'origine anthropique ont de fortes probabilités de se réaliser, autant les risques réels de ces derniers scénarios sont difficilement prédictibles, voire impossibles à prédire,.
Si l'espèce humaine devait s'éteindre, alors les différentes structures assemblées par l'humanité commenceraient à se désagréger. Les plus grandes structures ont une demi-vie estimée d'environ 1 000 ans. Les structures aux plus grandes durées de vie devraient être, entre autres, les mines à ciel ouvert, les grandes décharges, les routes majeures et les grands canaux. Certains grands monuments faits de pierres comme la nécropole de Gizeh ou les sculptures du Mont Rushmore pourraient subsister un million d'années.

## Évènements aléatoires

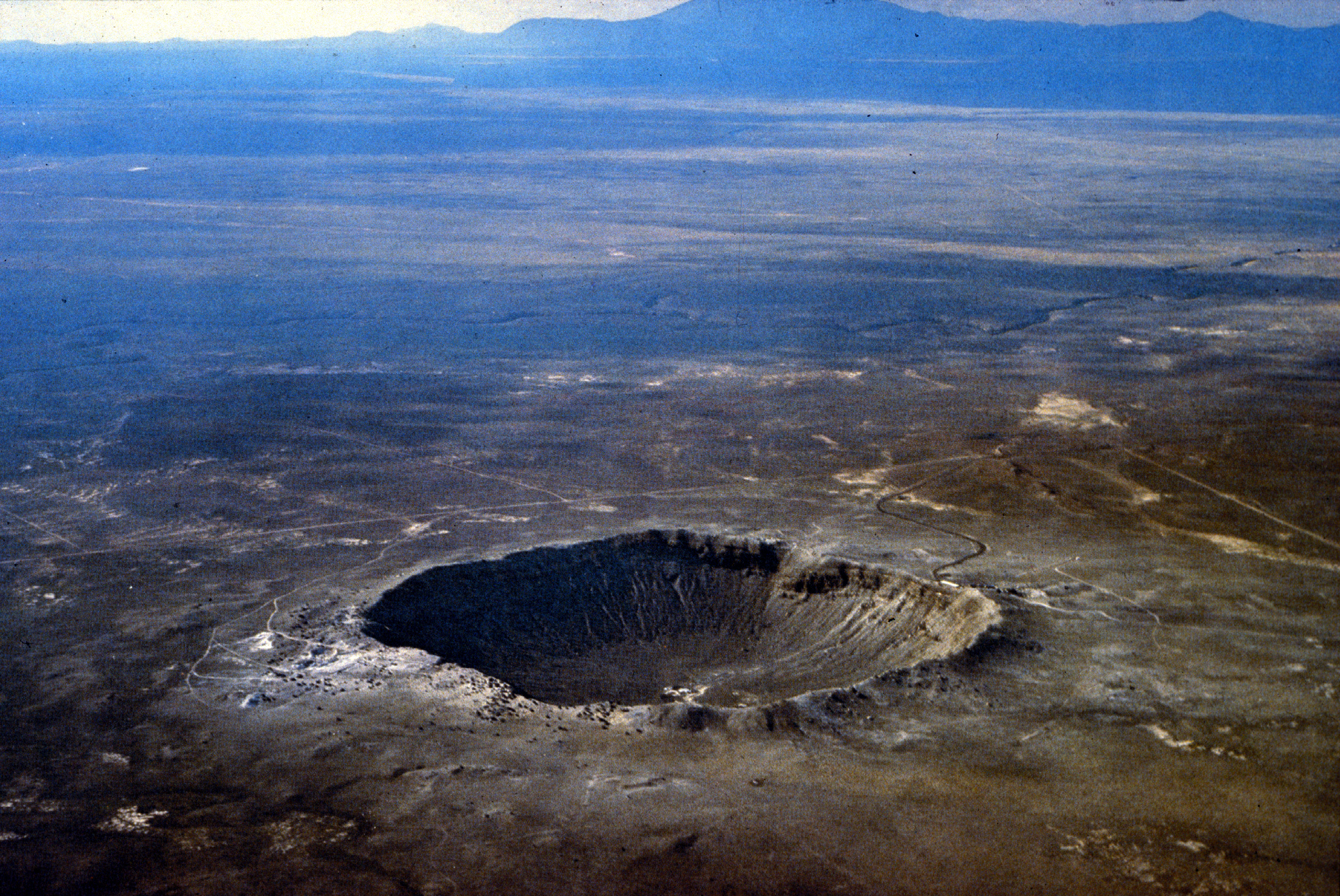
Le Meteor Crater, situé près de Flagstaff en Arizona, est la conséquence de l'impact d'un objet cosmique avec la Terre.

Le Soleil orbitant dans la Voie lactée, des étoiles errantes peuvent s'approcher suffisamment pour avoir une influence perturbatrice sur le Système solaire. Une étoile passant à proximité peut provoquer une réduction significative du périhélie du nuage d'Oort, une région sphérique de corps glacés orbitant à environ la moitié d'une année-lumière autour du Soleil. Ainsi, une rencontre peut augmenter de quarante fois le nombre de comètes traversant le Système solaire interne. Les impacts de ces comètes peuvent déclencher une extinction massive sur Terre. Ces rencontres perturbatrices se produisent une fois toutes les 45 millions d'années en moyenne. Le temps moyen pour le Soleil d'entrer en collision avec une autre étoile dans le voisinage solaire est d'environ 3 × 1013 ans, ce qui est beaucoup plus long que l'âge estimé de la Voie lactée, d'environ 12 × 109 ans, et peut être considéré comme un évènement peu probable pendant la durée de vie de la Terre.
L'énergie dégagée par l'impact d'un astéroïde ou d'une comète avec un diamètre de 5-10 km est suffisante pour créer une catastrophe environnementale globale et provoquer une augmentation statistiquement significative du nombre d'extinctions d'espèces. Parmi les effets délétères résultant d'un impact majeur, le nuage de fines poussières éjectées obscurcit la planète, abaisse la température de la surface terrestre d'environ 15 °C en une semaine et stoppe le processus de photosynthèse pendant plusieurs mois. Le temps séparant deux impacts majeurs est estimé à au moins cent millions d'années. Durant les 540 derniers millions d'années, des simulations ont montré qu'un tel taux d'impacts était suffisant pour causer cinq à six extinctions massives et 20 à 30 évènements de plus faible sévérité, ce qui correspond aux signalements géologiques des extinctions significatives du Phanérozoïque. De tels évènements devraient continuer à se produire dans le futur.
Une supernova désigne l'explosion cataclysmique d'une étoile. Au sein de la Voie lactée, une supernova se produit en moyenne une fois tous les quarante ans. Au cours de l'histoire de la Terre, plusieurs évènements de ce type se sont probablement produits à moins de 100 années-lumière de la planète. Des explosions à ces distances peuvent contaminer la planète avec des radioisotopes et éventuellement altérer la biosphère. Les rayons gamma émis par une supernova réagissent avec l'oxygène et l'azote de l'atmosphère, formant des oxydes d'azote. Ces molécules provoquent un appauvrissement de la couche d'ozone, qui protège la surface du rayonnement ultraviolet du Soleil. Une augmentation de seulement 10 à 30 % des UV-B est suffisante pour avoir un impact significatif sur la vie terrestre, notamment le phytoplancton qui forme la base des réseaux trophiques océaniques. Une supernova se formant à une distance de 26 années-lumière réduira la densité de colonne de l'ozone de moitié. En moyenne, une supernova se produit à moins de 32 années-lumière toutes les quelques centaines de millions d'années, entraînant un appauvrissement de la couche d'ozone pendant quelques siècles. Au cours des deux prochains milliards d'années, il devrait y avoir une vingtaine de supernovas et un sursaut gamma ayant un impact significatif sur la biosphère de la planète.
À cause de l'effet différentiel des perturbations gravitationnelles entre les planètes, le Système solaire interne se comporte dans son ensemble de manière chaotique sur de longues périodes. Ceci n'affecte pas significativement la stabilité du Système solaire (en) sur des intervalles de quelques millions d'années ou moins, mais sur des milliards d'années les orbites des planètes deviennent imprédictibles (horizon de Liapounov). Des simulations informatiques de l'évolution du Système solaire pour les cinq prochains milliards d'années suggèrent qu'il y a une faible (inférieure à 1 %) probabilité qu'une collision ait lieu entre la Terre et, soit Mercure, Vénus ou Mars,. Durant le même intervalle, les chances que la Terre soit éjectée du Système solaire par une étoile de passage sont de l'ordre d'un pour 105. Dans ce scénario, les océans gèleraient rapidement en surface, puis en profondeur sur quelques centaines de millions d'années, laissant seulement quelques poches d'eau liquide sur le fond, près des cheminées hydrothermales. Il y a également une faible chance que la Terre soit plutôt capturée par un système binaire stellaire de passage, permettant à la biosphère planétaire de rester approximativement intacte, ou du moins active. La probabilité que ce scénario se réalise est d'environ une sur trois millions.

## Orbite et rotation
Les perturbations gravitationnelles des autres planètes se combinent pour modifier l'orbite de la Terre et l'orientation de son axe de rotation. Ces changements peuvent affecter le climat planétaire,,,.

### Glaciation
Historiquement, il y a eu des âges glaciaires cycliques durant lesquels les calottes polaires couvraient périodiquement les plus hautes latitudes des continents. Les âges glaciaires peuvent apparaître à la suite de changements dans la circulation océanique et la continentalité induite par la tectonique des plaques. La théorie de Milanković prédit que les périodes glaciaires se produisent durant les âges glaciaires en raison de facteurs astronomiques combinés à des mécanismes de rétroaction climatique. Les facteurs astronomiques primaires sont une excentricité orbitale plus grande que la normale, une faible obliquité et l'alignement du solstice d'été avec l'aphélie. Chacun de ces facteurs évolue de façon cyclique. Par exemple, l'excentricité se modifie sur des cycles d'environ 100 000 à 400 000 ans avec des valeurs allant de moins de 0,01 à 0,05,. C'est l'équivalent d'un changement du demi-petit axe de l'orbite planétaire de 99,95 % du demi-grand axe à 99,88 %, respectivement.
La Terre est en train de traverser l'âge glaciaire des glaciations quaternaires et est actuellement dans la période interglaciaire de l'Holocène. Cette période devrait normalement se terminer dans environ 25 000 ans. Cependant, si les activités humaines maintiennent un taux de dioxyde de carbone dans l'atmosphère supérieur à 280 ppm, un retard dans l'apparition de la prochaine période glaciaire jusqu'à au moins 50 000 ans du présent serait observé. Néanmoins, une période de réchauffement climatique de durée déterminée (basée sur l'hypothèse que les combustibles fossiles utilisés cesseront de l'être en 2200) affecterait l'arrivée de la période glaciaire seulement d'environ 5 000 ans. Ainsi, une courte période de réchauffement climatique induite par l'équivalent de quelques siècles d'émission de gaz à effet de serre devrait avoir un impact limité à long terme.

### Obliquité

Diagramme montrant les effets de l'accélération par effet de marée exercée par la Lune sur la Terre.

L'accélération par effet de marée de la Lune ralentit la vitesse de rotation de la Terre et augmente la distance lunaire. Les forces de friction — entre le noyau et le manteau et entre l'atmosphère et la surface — peuvent dissiper l'énergie rotationnelle de la Terre. Il est prévu que ces deux effets allongent la durée du jour de plus de 1,5 heure durant les 250 prochains millions d'années et augmentent l'obliquité d'environ un demi degré. La distance lunaire augmentera d'environ 1,5 rayon terrestre pendant la même période.
Des résultats obtenus à partir de simulations informatiques montrent que la présence de la Lune semble stabiliser l'obliquité de la Terre, pouvant aider la planète à éviter des changements climatiques dramatiques. Cette stabilité s'explique par le fait que la Lune augmente la précession de l'axe de rotation de la Terre (correspondant au mouvement de précession de l'écliptique), évitant ainsi les résonances entre la précession de la rotation et la précession du plan orbital de la planète par rapport à celui de Jupiter. Cependant, le demi-grand axe de l'orbite lunaire continuant à augmenter, cet effet de stabilisation diminuera. À un moment donné, les effets des perturbations provoqueront probablement des variations chaotiques de l'obliquité de la Terre et l'inclinaison axiale pourrait atteindre un angle aussi élevé que 90° par rapport au plan de l'orbite. Ce phénomène pourrait se dérouler d'ici 1,5 à 4,5 milliards d'années (depuis le présent).
Une obliquité importante provoquerait de dramatiques changements climatiques et pourrait rendre la planète inhabitable. Quand l'inclinaison axiale dépasse 54°, l'insolation annuelle à l'équateur est inférieure à celle des pôles. La planète pourrait demeurer avec une obliquité comprise entre 60° et 90° durant des périodes aussi longues que dix millions d'années.

## Géodynamique

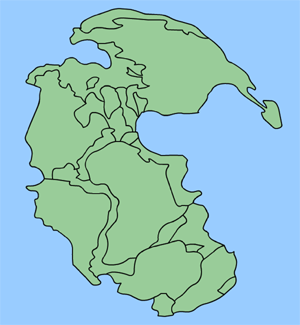
La Pangée est un exemple d'ancien supercontinent qui s'est formé par le passé.

Les évènements d'origine tectonique continueront de se dérouler et la surface sera régulièrement remodelée par des soulèvements tectoniques, le volcanisme et l'érosion. Le Vésuve devrait entrer en éruption une quarantaine de fois durant les mille prochaines années. Pendant la même période, environ cinq à sept séismes de magnitude 8 ou plus devraient avoir lieu le long de la faille de San Andreas tandis qu'environ cinquante séismes de magnitude 9 sont attendus dans le monde. Le Mauna Loa devrait expérimenter environ 200 éruptions dans les mille prochaines années et le Old Faithful deviendra probablement inactif. Les chutes du Niagara continueront de reculer en amont, atteignant Buffalo d'ici 30 000 à 50 000 ans.
Dans environ 10 000 ans, le rebond post-glaciaire de la mer Baltique aura réduit sa profondeur d'environ 90 mètres. Durant la même période, la baie d'Hudson diminuera d'environ 100 mètres de profondeur. Dans 100 000 ans, l'île d'Hawaï se sera déplacée d'environ 9 kilomètres au nord-ouest. La planète entrera peut-être dans une nouvelle période glaciaire durant cette période.

### Tectonique des plaques
Le modèle de la tectonique des plaques montre que les continents terrestres se déplacent à la surface au rythme de quelques centimètres par an. Ce phénomène devrait continuer dans le futur, amenant les plaques à entrer en collisions et se repositionner. La dérive des continents sous sa forme actuelle est facilitée par deux facteurs : la production d'énergie au sein de la planète et la présence d'une hydrosphère. La perte d'un de ces deux éléments entraînera la fin de la dérive des continents. La production de chaleur via des processus radiogéniques est suffisante pour maintenir la convection mantellique et la subduction des plaques pendant encore 1,1 milliard d'années.
L'Amérique du Nord et l'Amérique du Sud se déplacent vers l'ouest de l'Afrique et de l'Europe. Plusieurs scénarios de l'évolution de cette dérive dans le futur ont été produits. Ces modèles peuvent être distingués par leur flux de subduction, par lequel la croûte océanique se déplace sous un continent. Dans le modèle de l'introversion, le jeune océan intérieur Atlantique subit préférentiellement un processus de subduction et la migration actuelle de l'Amérique du Nord et celle du Sud est inversée. Dans le modèle de l'extroversion, l'ancien océan extérieur Pacifique continue à subir préférentiellement une subduction et les deux Amériques se dirigent vers l'Asie de l'Est,.
La compréhension des phénomènes géodynamiques progressant, ces modèles seront sujets à révision. En 2008, par exemple, une simulation informatique a été utilisée pour prédire qu'une réorganisation de la convection du manteau se déroulera au cours des cent prochains millions d'années, provoquant la formation d'un supercontinent composé de l'Afrique, l'Eurasie, l'Australie et l'Antarctique.
Indépendamment de l'issue de la dérive des continents, le processus continu de subduction conduit au transport de l'eau sous le manteau. Un modèle géophysique estime qu'après un milliard d'années depuis le présent, 27 % de la masse actuelle des océans aura subi une subduction. Si ce phénomène continuait sans se modifier dans le futur, la subduction et le rejet de l'eau devraient atteindre un équilibre après qu'environ 65 % de la masse actuelle des océans aura subi une subduction.

#### Introversion

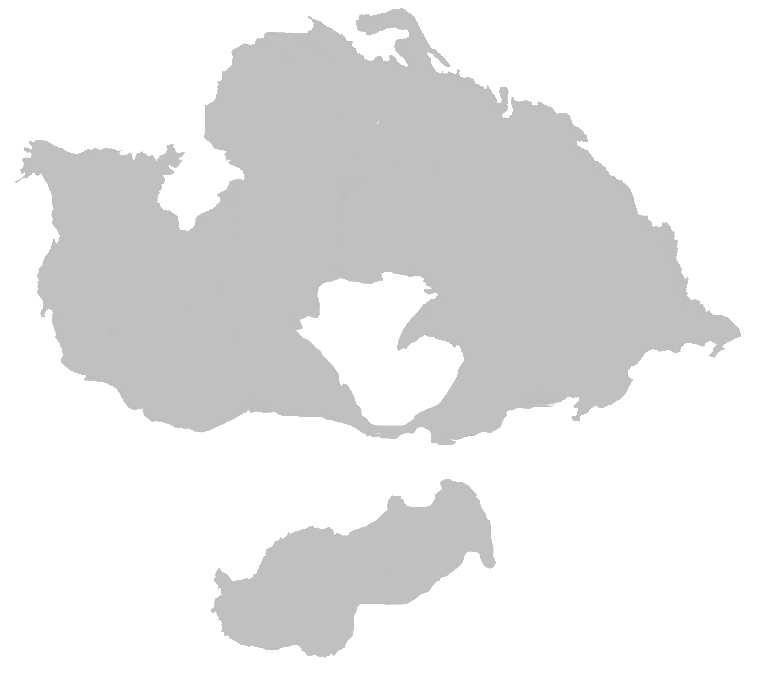
Une approximation grossière de la Pangée prochaine, un des trois modèles pour un supercontinent futur.

Christopher Scotese et ses collègues ont dressé une carte à partir des mouvements prédits des continents sur plusieurs centaines de millions d'années dans le futur, dans le cadre du Paleomap Project. Dans leur scénario, la mer Méditerranée disparaît dans environ 50 millions d'années (depuis le présent) et la collision entre l'Afrique et l'Europe créera une grande chaîne de montagne qui s'étendra jusqu'à la localisation actuelle du golfe Persique. L'Australie fusionnera avec l'Indonésie et la Basse-Californie glissera le long de la côte, vers le nord. De nouvelles zones de subduction pourraient apparaître au large de la côte est de l'Amérique du Nord et l'Amérique du Sud et des chaînes de montagnes se formeront le long de cette côte. Au sud, la migration de l'Antarctique vers le nord provoquera la fonte de l'ensemble de son inlandsis, ce qui entraînera avec la fonte de l'inlandsis du Groenland une hausse du niveau moyen des océans de 90 mètres. L'inondation intérieure des continents sera à l'origine de changements climatiques.
Selon ce scénario, la dispersion des continents atteindra son maximum dans cent millions d'années et les continents commenceront leur coalescence. Dans 250 millions d'années, l'Amérique du Nord entrera en collision avec l'Afrique tandis que l'Amérique du Sud s'enroulera autour de la pointe sud de l'Afrique. La conséquence sera la formation d'un nouveau supercontinent (parfois appelé Pangée prochaine) avec la fermeture de l'océan Atlantique et l'océan Pacifique s'étendant à travers la moitié de la planète. L'Antarctique inversera sa migration et retournera au pôle Sud, constituant une nouvelle calotte polaire.

#### Extroversion
Le premier scientifique à extrapoler le mouvement actuel des continents a été le géologue canadien Paul F. Hoffman de l'université Harvard. En 1992, Hoffman prédit que les continents d'Amérique du Nord et d'Amérique du Sud devraient continuer à avancer à travers l'océan Pacifique, pivotant autour de la Sibérie jusqu'à ce qu'ils fusionnent avec l'Asie. Il baptise le supercontinent issu de cette rencontre Amasia,.
Dans un modèle d'extroversion, la fermeture de l'océan Pacifique devrait être complète dans environ 350 millions d'années, marquant l'achèvement du cycle de Wilson actuel, dans lequel les continents s'écartent et se rejoignent chacun toutes les 400 à 500 millions d'années. Une fois que le supercontinent est en place, les plaques tectoniques peuvent entrer dans une période d'inactivité et la vitesse de subduction diminuer d'un ordre de grandeur. Cette période de stabilité pourrait provoquer une augmentation de la température du manteau à un rythme de 30 à 100 °C tous les cent millions d'années, qui est la durée de vie minimale des supercontinents passées. En conséquence, l'activité volcanique pourrait augmenter,.

#### Supercontinent
La formation d'un supercontinent peut affecter considérablement l'environnement. La collision des plaques résultera en des soulèvements tectoniques, provoquant de ce fait des modifications des régimes climatiques et des courants océaniques. Le niveau de la mer pourrait chuter à cause d'une glaciation importante. Le taux d'érosion de surface peut augmenter, ayant pour conséquence une augmentation de la quantité de matière organique transportée. Les supercontinents peuvent causer une chute des températures globales et une augmentation de la quantité d'oxygène atmosphérique, ce qui à son tour peut également affecter le climat en diminuant encore plus les températures. Tous ces changements peuvent résulter en une évolution biologique plus rapide avec l'émergence de nouvelles niches écologiques.
La formation d'un supercontinent calorifuge le manteau. Le flux de chaleur sera concentré, provoquant une activité volcanique et le recouvrement de grandes zones par du basalte. Des rifts se formeront et le supercontinent se séparera à nouveau. La Terre pourrait ensuite expérimenter une période de réchauffement, de la même manière que durant le Crétacé.

### Solidification du noyau externe

Coupe de la Terre montrant sa structure interne actuelle avec notamment le noyau externe en 5 et le noyau interne en 6.

Le noyau riche en fer de la Terre est divisé en deux parties : le noyau interne solide de 1 220 km de rayon et le noyau externe liquide, formant un noyau de 3 400 km de rayon au total,. La rotation de la Terre produit des tourbillons convectifs dans la région du noyau externe, à l'origine de la dynamo terrestre. Cette dynamo génère une magnétosphère autour de la Terre qui dévie les particules du vent solaire, ralentissant significativement l'érosion de l'atmosphère. Comme la chaleur du noyau est transférée à l'extérieur vers le manteau, la tendance nette pour la limite interne du noyau externe est au gel, provoquant ainsi une perte de l'énergie thermique et la croissance du noyau interne. Le processus de cristallisation du fer est en cours depuis environ un milliard d'années. Le rayon du noyau interne croît à un taux moyen de 0,5 mm par an, aux dépens du noyau externe. Quasiment toute l'énergie nécessaire pour maintenir la dynamo terrestre est fournie par ce processus de formation du noyau interne.
Le noyau interne devrait avoir remplacé la majorité du noyau externe d'ici trois à quatre milliards d'années, créant à terme un noyau presque solide composé de fer et d'autres éléments lourds. L'enveloppe liquide restante sera principalement constituée d'éléments légers. Par ailleurs, si à un moment donné, les plaques tectoniques s'arrêtent alors l'intérieur de la Terre se refroidira moins efficacement, pouvant stopper la croissance du noyau interne. Dans les deux cas, ces deux processus peuvent provoquer la perte de la dynamo terrestre. Sans dynamo fonctionnelle, le champ magnétique terrestre se désagrégera sur une période géologique courte d'approximativement 10 000 ans. La perte de la magnétosphère provoquera une augmentation de l'érosion des éléments légers, notamment l'hydrogène, de l'atmosphère externe de la Terre à l'espace. En conséquence, l'atmosphère sera moins dense et, éventuellement associée avec un effet de serre accru, l'eau liquide deviendra instable en surface, aboutissant à des conditions néfastes pour la vie.

## Évolution solaire
La production d'énergie par le Soleil est basée sur la fusion thermonucléaire de l'hydrogène en hélium. Cette fusion se déroule dans le noyau solaire ou cœur, utilisant la chaîne proton-proton. Étant donné qu'il n'y a pas de convection dans le noyau, l'hélium formé s'accumule dans cette région sans être distribué dans l'ensemble du Soleil. La température et la densité sont également trop faibles pour provoquer la fusion nucléaire de l'hélium par réaction triple alpha, ces atomes ne participent donc pas à la production d'énergie nécessaire au maintien de l'équilibre hydrostatique du Soleil,.
Actuellement, près de la moitié de l'hydrogène du noyau a été consommée, le reste des atomes étant principalement de l'hélium. Le nombre d'atomes d'hydrogène par unité de masse diminuant, le rendement énergétique fourni par la fusion nucléaire diminue aussi. Il en résulte une tendance à la baisse de pression, conduisant le cœur à se contracter jusqu'à ce que l'augmentation de la température et de la densité amène la pression du cœur en équilibre avec les couches supérieures. La température plus élevée conduit l'hydrogène restant à subir une fusion à un rythme plus rapide, générant ainsi l'énergie nécessaire au maintien de l'équilibre.

Graphique de l'évolution de la température (en vert), de la luminosité (en orange) et du rayon (en violet) du Soleil au cours du temps avec la situation actuelle pour référence.

La conséquence de ce phénomène est une augmentation régulière de l'énergie produite par le Soleil. Ainsi, au moment où le Soleil est devenu une étoile de la séquence principale, il n'émettait qu'environ 70 % de sa luminosité actuelle. Sa luminosité a augmenté d'une manière presque linéaire jusqu'à aujourd'hui, augmentant d'environ 1 % tous les 110 millions d'années. Aussi, dans trois milliards d'années, le Soleil devrait être 33 % plus lumineux. L'hydrogène du cœur sera finalement épuisé dans 5,3 milliards d'années, quand le Soleil sera 67 % plus lumineux qu'actuellement. Par la suite, le Soleil continuera de consommer l'hydrogène présent dans une coquille entourant son cœur, jusqu'à ce que sa luminosité atteigne 121 % de la valeur actuelle. Ce seuil marque la fin de la vie du Soleil dans la séquence principale, qui passera ensuite par le stade d'étoile sous-géante et évoluera en géante rouge.
Pendant ce temps, la collision entre la galaxie d'Andromède et la Voie lactée devrait avoir lieu. Bien que le Système solaire puisse être éjecté de la galaxie nouvellement formée, il semble peu probable que cela se traduise par des effets négatifs sur le Soleil ou des planètes,.

### Impact climatique
Une fois le cœur d'hydrogène consommé, le Soleil entrera dans la phase de sous-géante et doublera lentement de taille en un demi-milliard d'années. Il s'étendra ensuite plus rapidement pendant à nouveau environ un demi-milliard d'années, jusqu'à mesurer plus de 200 fois sa taille actuelle. Avec l'augmentation de l'aire de surface du Soleil, la quantité d'énergie rayonnée augmentera. À moins que le rayon orbital de la Terre augmente significativement, la température mondiale terrestre grimpera à cause de l'augmentation de la luminosité du Soleil. Comme les températures globales de surface continueront à augmenter, plus d'eau commencera à s'évaporer vers l'espace. Le taux d'échappement atmosphérique de l'hydrogène des océans est d'environ un mètre d'océan par milliard d'années. La perte graduelle de l'eau terrestre causera finalement le ralentissement graduel des plaques tectoniques puis leur arrêt, étant donné que l'eau est un lubrifiant pour l'activité tectonique et que, avec toute l'eau partie, la croûte sera sèche et trop dure pour être subductée dans le manteau. Avec l'arrêt de la tectonique des plaques, le carbone ne sera plus relâché dans l'atmosphère via le volcanisme, ni subducté dans le sol océanique, provoquant ainsi l'arrêt complet du cycle du carbone. Cependant, selon James Kasting (en), les océans pourraient s'évaporer beaucoup plus tôt, dans environ un milliard d'années.
Le taux d'altération des silicates augmentera, la montée des températures accélérant les réactions chimiques. À son tour, cette érosion accélérée diminuera la quantité de dioxyde de carbone dans l'atmosphère, ce processus d'érosion convertissant le dioxyde de carbone gazeux en carbonates. Dans environ 600 millions d'années, la concentration de dioxyde de carbone présent dans l'atmosphère tombera sous le seuil nécessaire à la fixation du carbone en C3 : environ 50 ppm. À partir de ce moment, les arbres et les forêts sous leur forme actuelle ne seront plus capable de survivre à long terme, les derniers arbres vivants seront les conifères. Cependant, la fixation du carbone en C4 peut continuer à des concentrations plus faibles, vers 10 ppm. Ainsi, les plantes utilisant la fixation en C4 sont capables de survivre pendant encore au moins 0,8 milliard d'années et possiblement aussi longtemps que 1,2 milliard d'années depuis le présent, après que la montée des températures aura rendu les conditions insoutenables pour la biosphère,,. Actuellement, les plantes utilisant la fixation en C4 représentent environ 5 % de la biomasse des plantes terrestres et 1 % des espèces de plantes connues. Par exemple, environ 50 % de toutes les espèces de graminées (Poaceae) utilisent la fixation en C4, comme beaucoup d'espèces herbacées de la famille des Amaranthaceae.
Lorsque le niveau de dioxyde de carbone tombe à la limite à peine soutenable pour la photosynthèse, la proportion de dioxyde de carbone dans l'atmosphère devrait osciller, en hausse et en baisse, permettant à la végétation terrestre de s'épanouir chaque fois que le niveau du dioxyde de carbone augmente à cause de l'activité tectonique et de la vie animale. Cependant, la tendance à long terme pour la vie végétale terrestre est de s'éteindre complètement quand la majorité du carbone de l'atmosphère sera séquestrée. Quelques micro-organismes sont capables de réaliser une photosynthèse à des concentrations de CO2 de quelques parties par million, ces formes de vie devraient donc probablement disparaître uniquement à cause de la montée des températures et la perte de la biosphère.
Les plantes — et par extension les animaux — peuvent survivre plus longtemps en développant d'autres stratégies comme des processus photosynthétiques exigeant moins de CO2, en devenant carnivores, en s'adaptant à la sécheresse ou encore en s'associant avec des champignons (Fungi). Ces adaptations apparaîtront probablement au début de l'emballement de l'effet de serre.
La perte de la vie végétale pourrait provoquer une baisse de la quantité de dioxygène et d'ozone dans l'atmosphère à cause de réactions chimiques dans cette dernière et d'éruptions volcaniques. En conséquence, les dommages causés à l'ADN par le rayonnement ultraviolet seront plus intenses, tout comme la mortalité animale. Les premiers animaux à disparaître devraient être les grands mammifères, suivis par les petits mammifères, les oiseaux, les amphibiens et les grands poissons, les reptiles et les petits poissons et finalement les invertébrés.
Dans The Life and Death of Planet Earth, Peter Ward et Donald E. Brownlee évoquent la survie de certaines formes de vie animale même après la disparition de l'essentiel de la vie végétale terrestre. Ward et Brownlee ont utilisé des fossiles provenant des schistes de Burgess pour déterminer le climat existant durant l'explosion cambrienne puis pour prédire le climat futur au moment où les températures globales augmentent et le niveau d'oxygène diminue, provoquant l'extinction définitive de la vie animale. L'évolution de la diversité de la vie complexe est comparée à l'ascension d'un boulet de canon jusqu'à son plus haut point en passant par le présent et à sa retombée dans le futur. Au début, ils s'attendent à ce que des insectes, des lézards, des oiseaux et des petits mammifères puissent survivre avec la vie marine. Cependant, sans réapprovisionnement en oxygène par les végétaux, ils pensent que les animaux s'éteindront probablement par asphyxie en quelques millions d'années. Même si suffisamment d'oxygène est relâché dans l'atmosphère via la persistance d'une forme de photosynthèse, la hausse constante de la température mondiale résultera en une perte graduelle de la biodiversité. Étant donné que les températures continueront à monter, les derniers animaux seront inévitablement refoulés aux pôles et peut-être même sous terre. Ils devraient devenir actifs principalement durant la nuit polaire, estivant durant le jour polaire à cause des fortes chaleurs. Une grande partie de la surface terrestre devrait devenir aride et désertique et la vie devrait se trouver principalement dans les océans bien que, à cause de la diminution de la quantité de matière organique en provenance des terres dans les océans et également celle du taux d'oxygène dans l'eau, la vie devrait y disparaître de la même façon qu'en surface, les invertébrés devenant ainsi les derniers animaux vivants sur Terre, notamment ceux qui ne dépendent pas de plantes vivantes comme les termites ou ceux vivant près de monts hydrothermaux comme les vers du genre Riftia. Finalement, la vie multicellulaire devrait s'éteindre dans environ 800 millions d'années et les eucaryotes dans environ 1,3 milliard d'années, laissant uniquement les procaryotes.

### Perte des océans
Dans un milliard d'années, environ 27 % des océans actuels devraient avoir été subductés dans le manteau. Si ce processus devait continuer sans s'interrompre, il devrait atteindre un équilibre lorsqu'il subsistera en surface 65 % de la masse actuelle des océans. Une fois que la luminosité solaire sera 10 % plus importante qu'actuellement, la moyenne globale des températures de surface sera de 320 K (47 °C). L'atmosphère deviendra une « serre humide », conduisant à une évaporation accélérée des océans,. À partir de ce moment, des modèles de l'environnement futur de la Terre montrent que la quantité d'eau dans la stratosphère devrait augmenter. Ces molécules d'eau seront décomposées par le rayonnement ultraviolet solaire via le processus de photodissociation, permettant à l'hydrogène de s'échapper de l'atmosphère. Le principal résultat devrait être une disparition des océans dans environ 1,1 milliard d'années,.

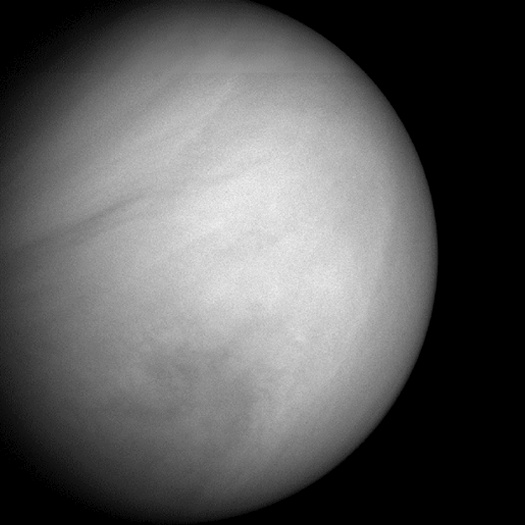
L'atmosphère de Vénus est dans un état de super effet de serre.

Deux variations existent quant à ce réchauffement futur : le « réchauffement humide », où la vapeur d'eau domine la troposphère au moment où la vapeur d'eau commence à s'accumuler dans la stratosphère (si les océans s'évaporent très rapidement), et le « réchauffement accéléré », où la vapeur d'eau devient le constituant majeur de l'atmosphère (si les océans s'évaporent plus lentement). Dans cette période sans océan, des réservoirs d'eau subsisteront à la surface car elle est constamment relâchée de la croûte profonde et du manteau, qui renferment une quantité d'eau estimée à plusieurs fois celle des océans terrestres actuels. De l'eau pourrait être retenue aux pôles et il pourrait y avoir des précipitations, mais la plus grande partie de la planète devrait être un désert sec, de larges champs de dunes couvrant son équateur et quelques déserts de sel s'étalant sur l'ancien sol océanique, à l'image de la plus grande lune de Saturne aujourd'hui, Titan. Cependant, même avec ces conditions arides, la planète pourrait retenir de la vie microbienne et peut-être même de la vie multicellulaire. Beaucoup de ces microbes seraient des polyextrémophiles (extrémophiles adaptés à plusieurs conditions extrêmes), en particulier des thermohalophiles, adaptés à la fois aux hautes températures et à des milieux à forte salinité. Néanmoins, l'aggravation des conditions extrêmes conduira probablement à l'extinction des procariotes entre 1,6 milliard et 2,8 milliards d'années, les derniers survivant dans des mares résiduelles d'eau en altitude et aux hautes latitudes ou dans des cavernes avec de la glace piégée. La vie souterraine pourrait cependant survivre plus longtemps. Ce qui arrivera ensuite dépend de l'activité des plaques tectoniques. Un relâchement constant de dioxyde de carbone par le volcanisme pourrait conduire l'atmosphère terrestre à entrer dans un état de « super effet de serre », semblable à celui subit par l'atmosphère de Vénus, mais sans eau de surface, les plaques tectoniques s'arrêteront probablement et les carbonates demeureront fermement enfouis jusqu'à ce que le Soleil soit devenu une géante rouge et que sa luminosité ait augmenté, provoquant le réchauffement de la roche au point de libérer du dioxyde de carbone.
La perte des océans pourrait être différée de deux milliards d'années dans le futur si la pression atmosphérique totale était en baisse. Une pression atmosphérique plus faible réduirait l'effet de serre, et donc réduirait aussi les températures de surface. Cette baisse de pression pourrait se produire via des processus naturels qui retirent l'azote de l'atmosphère. L'étude des sédiments organiques a montré qu'au moins cent kilopascals (0,99 atm) d'azote ont été retirés de l'atmosphère durant les quatre milliards d'années précédents, ce qui serait suffisant pour doubler la pression atmosphérique actuelle s'il était relâché. Un tel taux de transfert devrait être suffisant pour contrer les effets de l'augmentation de la luminosité solaire pour les deux prochains milliards d'années. Cependant, au-delà de ce point, à moins qu'une part importante de l'eau de surface terrestre ait été perdue à cette époque, et auquel cas les conditions resteront stables jusqu'à ce que la phase de géante rouge démarre, la quantité d'eau dans la basse atmosphère augmentera de 40 %, et le réchauffement humide accéléré débutera quand la luminosité solaire atteindra une valeur de 35 à 40 % supérieure à la valeur actuelle, dans trois à quatre milliards d'années. L'atmosphère induira un réchauffement suffisant pour que les roches de surface fondent,, et une grande partie de cette atmosphère sera retenue jusqu'à ce que le Soleil entre dans sa phase de géante rouge.

### Phase de géante rouge

Comparaison de la taille actuelle du Soleil par rapport à celle en phase de géante rouge (en ua).

Au moment où le Soleil commencera à fusionner l'hydrogène présent dans une couche autour de son noyau (ou cœur), le cœur commencera à se contracter (et donc à se réchauffer), et l'enveloppe externe s'étendra. La luminosité totale de l'étoile augmentera constamment durant les milliards d'années suivants, jusqu'à atteindre 2 730 fois la luminosité solaire actuelle à l'âge de 12,2 milliards d'années. Pendant cette phase le Soleil subira une perte de masse plus rapide, avec environ 33 % de sa masse totale perdus via le vent solaire. La perte de masse entraînera une expansion des orbites des planètes du Système solaire. La distance orbitale de la Terre augmentera de plus de 150 % de sa valeur actuelle.
L'expansion du Soleil sera la plus importante lors des dernières étapes de sa transformation en géante rouge, quand le Soleil aura environ douze milliards d'années. Il est possible qu'il grandisse jusqu'à avaler à la fois Mercure et Vénus, atteignant un rayon maximum de 1,2 ua (180 000 000 km). La Terre interagira par les marées avec l'atmosphère externe du Soleil, ce qui devrait diminuer le rayon orbital terrestre. Les frottements avec la chromosphère devraient également réduire l'orbite terrestre. Ces effets contrebalanceront ceux liés à la perte de masse du Soleil et la Terre sera très probablement engloutie par le Soleil. L'ablation et la vaporisation provoquées par la chute de la Terre sur une trajectoire déclinant vers le Soleil retireront la croûte et le manteau terrestre, avant de finalement la détruire au bout de 200 ans au maximum. La dernière trace de la Terre sera une très légère augmentation (0,01 %) de la métallicité solaire.
Avant que ceci se produise, la majeure partie de l'atmosphère terrestre aura été perdue dans l'espace et sa surface sera constituée d'un océan de lave avec des continents flottants faits de métaux et d'oxydes métalliques ainsi que d'icebergs de matériaux réfractaires, avec une température de surface atteignant plus de 2 400 kelvins (2 130 °C).
Les frottements avec l'atmosphère solaire pourraient réduire l'orbite de la Lune autour de la Terre. Lorsque la Lune s'approchera à 18 470 km de distance, elle franchira la limite de Roche de la Terre et commencera à se disloquer en un système d'anneaux. Une grande partie du système d'anneaux commencera ensuite à se désagréger et les débris percuteront la Terre. Par conséquent, même si la Terre n'est pas engloutie par le Soleil, elle pourrait demeurer sans Lune.
Un autre scénario est que la Terre pourrait survivre d'une manière ou d'une autre à son engloutissement par le Soleil mais l'ablation et la vaporisation mentionnées au-dessus retireraient à la fois sa croûte et son manteau, laissant uniquement son noyau.

### Post géante rouge

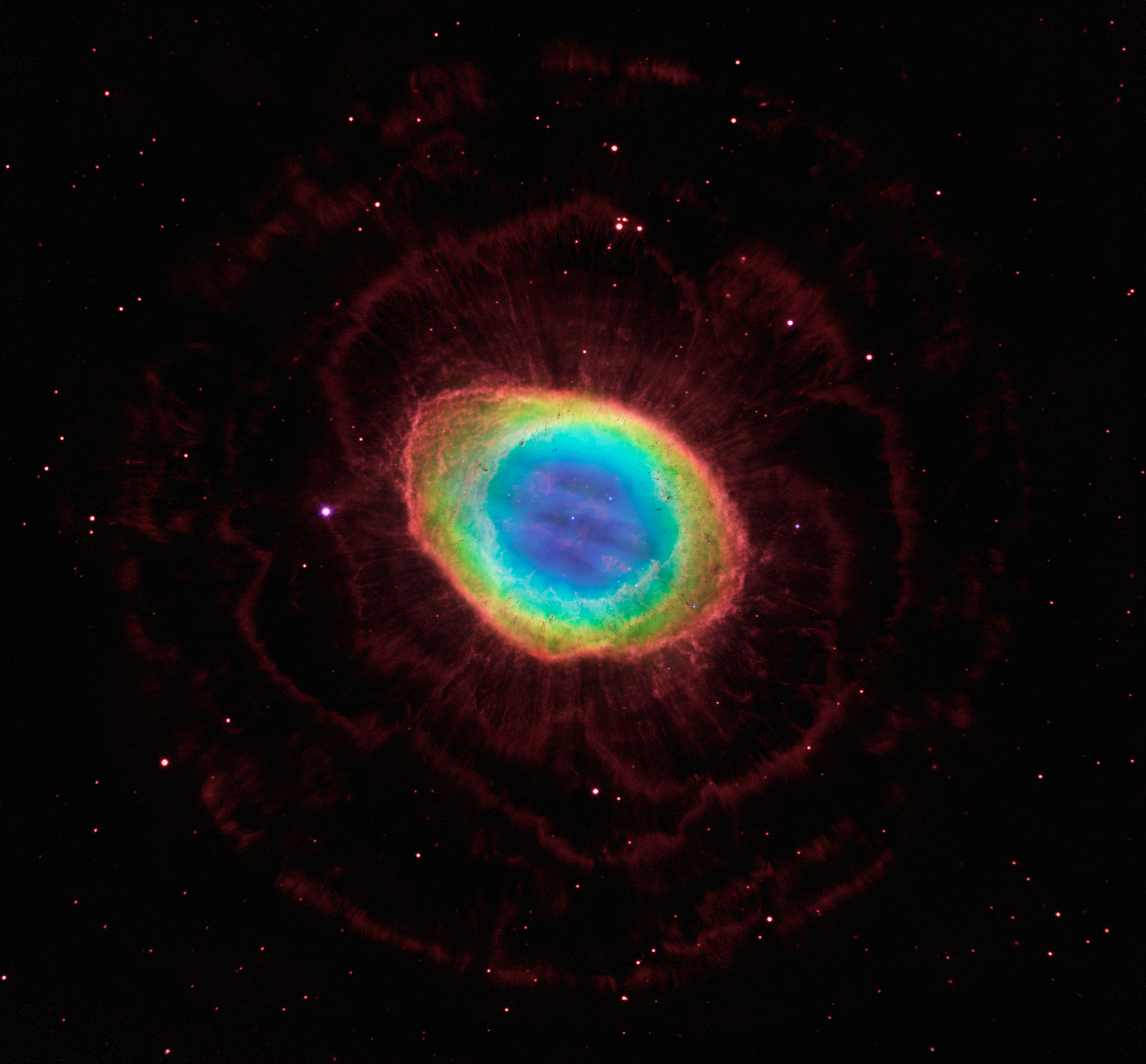
La nébuleuse de la Lyre, une nébuleuse planétaire, similaire à celle que produira le Soleil.

Après avoir fusionné l'hélium dans son noyau en carbone, le Soleil recommencera à s'effondrer, évoluant en une naine blanche compacte éjectant son atmosphère externe en nébuleuse planétaire. Toute planète ayant survécu à ce processus continuera à orbiter autour du Soleil mais recevra peu de rayonnement thermique et deviendra un corps glacé. Sur des intervalles de temps d'environ trente milliards (30 × 109) d'années, le Soleil subira une rencontre rapprochée avec une autre étoile. Par conséquent, les orbites de leurs planètes peuvent être perturbées, ce qui peut les éjecter du système.